# کایلانی لی
کایلانی لی (انگلیسی: Kaylani Lei؛ زاده ۵ اوت ۱۹۸۰) یک بازیگر پورنوگرافی اهل ایالات متحده آمریکا از تبار چینی و فیلیپی با هم است.